# Dům č. 1035/17 Karolíny Světlé
Karoliny Světlé 1035/17 na Starém Městě v Praze 1 je novorenesanční dům, který ve vlastní režii v roce 1877 postavil podle svého návrhu významný český architekt 19. století Antonín Wiehl společně s architektem Janem Zeyerem. Autorem návrhů sgrafit na fasádě je František Ženíšek a medailony navrhl Josef Václav Myslbek. Dům je zapsán v Ústředním seznamu kulturních památek.

## Popis domu

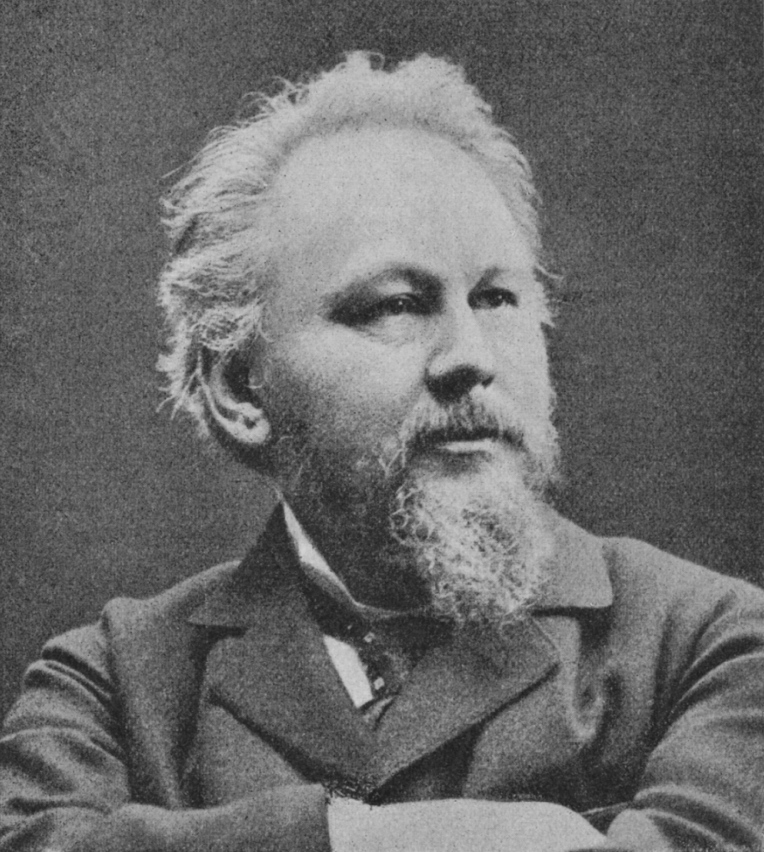
Antonín Wiehl – architekt a stavebník

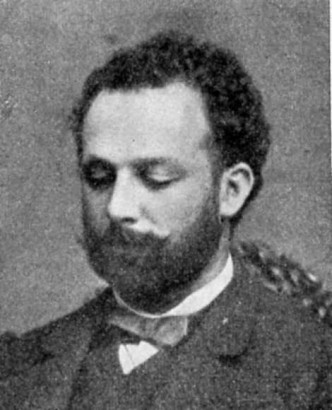
Jan Zeyer (1847-1903)

Řadový třípatrový novorenesanční činžovní dům s pěti osami je situovaný uprostřed domovního bloku s průčelím do ulice Karoliny Světlé (v době stavby nesla název Poštovská ulice). V přízemí bossované portály nad vchodovými dveřmi a výkladci. Na realizaci stavby domu čp. 1035 (stejně jako sousedního čp. 317/15) Wiehl spolupracoval při zpracování návrhu i stavbě s architektem Janem Zeyerem (spolupracovali v letech 1873–1880). Spolupráci na stavbě domu připomíná nad okny prvního patra tabulka s nápisem v latině HANC DOMUS AEDIFICAVERUNT ANT. WIEHL IOA ZEYER. MDCCCLXXVII (Tento dům postavili Ant. Wiehl a J. Zeyer. 1877). Fasáda domu je ukončená lunetovou římsou, jejíž lunety jsou zdobeny sgrafity. Lunetová římsa byla v polovině 70. let ojedinělé řešení a podle protokolu se nesetkalo s plným pochopením u stavební komise. Wiehl lunetovou římsu zapracoval do projektu až v průběhu stavby a inspiroval se Schwarzenberským palácem v Praze a jeho rekonstrukcí (1871) navrženou Josefem Schulzem. Ze spisu stavby plyne, že původní návrh byl magistrátem schválen 28. 8. 1876 a 14. 5. 1877 byl schválen dodatek se změnou" ...dům obdrží jiné průčelí s hlavní římsou mimoobyčejně konstruovanou, na traversy na cement klenutou...". Antonín Wiehl architektonický návrh zpracoval jako svůj čtvrtý činžovní dům v Praze. V návrhu pouze vymezil plochu pro sgrafita a malby a svou představu o barvě a námětech a vlastní návrhy zpracovali malíř František Ženíšek a sochař Josef Václav Myslbek. se kterým Wiehl v sedmdesátých a osmdesátých letech spolupracoval na řadě projektů. Myslbek později v dopise Wiehlovi připomíná, jak jej při této pro Wiehla významné realizaci podporoval.< a svůj návrh na spolupríci na Riegrově pomníku uzavírá: " … O to tebe prosí jeden z těch, který v ulici Poštovské pomáhal jednoho z těch 17 čuráčků škrábati"  Dům je považován za průlomový pro Wiehlův styl „české“ novorenesance a i pro motivy výzdoby. Architekt na domě poprvé uplatnil hladkou fasádu zdobenou sgrafitovými psaníčky. Na fasádě domu lze pozorovat odlišné zdroje inspirace a odlišnou návaznost na různé tradice. Mezi druhým a třetím patrem reprezentuje klasickou anticko-renesanční výzdobu sgrafitový pás, do kterého Myslbek navrhl jako reliéf pět medailonů s alegorickými postavami umění Malířství, Polyhymnie, Komedie, Architektura a Sochařství v klasickém renesančním pojetí. Naproti tomu domácí český prvek zastupuje sgrafitový vlys nad průčelím, který své motivy čerpá ze současnosti a který je zpracován nevázaně a s vtipem. Na výzdobě pražských činžovních domů se tak poprvé objevují nevážná a intimní témata.

## Dobové reakce na výzdobu domu
O tom, že neobvyklé pojetí výzdoby domu vzbudilo pozornost a příznivý ohlas, svědčí názor historičky a etnografky Renáty Tyršové:
„Stavby Antonínem Wiehlem vytvořené mají vždy zcela zvláštní a osobitý půvab svůj. Půvab ten nezáleží jen ve vynikajících vlastnostech architektonických, ale též ve výzdobě figurální, kterouž s vybraným vkusem a taktem pro ně si volívá. Je to vždy kus místní biografie, jenž v takové dekoraci sgraffitové, malířské neb sochařské se zračí. Také vlys sgraffitový, kterýž před několika roky prof. Ženíšek pro dům v Poštovské ulici komponoval, líčí nám výjevy z pražského života, zachycené s oním humorem neodolatelným, jehož přední podmínkou jest vnitřní pravda, druhou pak jistá míra idealisace, bez níž všední scény podobného druhu banálními by ostaly. Toto idealisování spočívá zde především v převedení na postavy dětské, čímž zároveň požadavkům dekorativním i zevním poměrům nízkého vlysovitého pruhu je vyhověno. Uprostřed vlysu svého uvádí nás umělec na stavbu domu. Zde vidíme architekta s dvěma přátely, zedníka za zády polírovými dýmku si cpoucího, řadu soudruhů v horlivé práci i roztomilou dělnici o lopatu opřenou. Po obou stranách lešení řadí se scény z pražské přítomnosti, jež snad za půl věku bude již minulostí pozapomenutou a za století kouskem kulturní
historie. Hned na okraji zvěčnil Ženíšek marciální držení našich junáckých ostrostřelců. U brány, charakterisované výběrčím, kverlá mlékařka horlivě podezřelý obsah svých bandasek. Ovocnářka v babce pod slunečníkem usazená je skvostným exemplářem pražské hokyně, neméně pak obě klepny v malebných
nedbalkách své živé sny po ránu si vyprávějící. Invalidu – flašinetáři je pendantem jiná charakteristická figura – uzenkář, závěrek tvoří sad na ostrově s mrzutým pensistou na lavičce a s dvojicí děvčátek z hudební školy se vracejících, jimž mladý pán rozkošně se dvoří, a konečně lodice „Blesku“, situaci domu poblíž řeky nám připomínající…“Wiehlův kolega architekt Jan Koula jeho úsilí definoval v roce 1883 ve Zprávách Spolku architektů jako „výklad o vývoji a stylu A. Wiehla“ ve "........Wiehl bojuje o nové vyjádření architektonické na základě vzorů, pro Prahu a Čechy XVI. a XVII. století typických a ukázal k nim poprvé, když postavil svůj „sgrafitový domek“ v Poštovské ulici. Od té doby pilně sbíral památky naší renesance, studovala je a kde mu bylo možno, hleděl jich užíti na svých stavbách. Wiehlovým přičiněním mluví se o "české renesanci; cítíme oprávněnost tohoto názvu, ale nikdo dosud nestanovil přesně, v čem ráz těch staveb záleží...."  O uplatnění sgrafit referoval Jan Koula v článku „Domy pp.architektů V.Skučka a J.Zeyera“

## Dům v současnosti
Pro svou architektonickou hodnotu a význam v historii Prahy a její architektury je dům zapsán v Ústředním seznamu kulturních památek.

## Galerie Dům čp. 1035 Karoliny Světlé

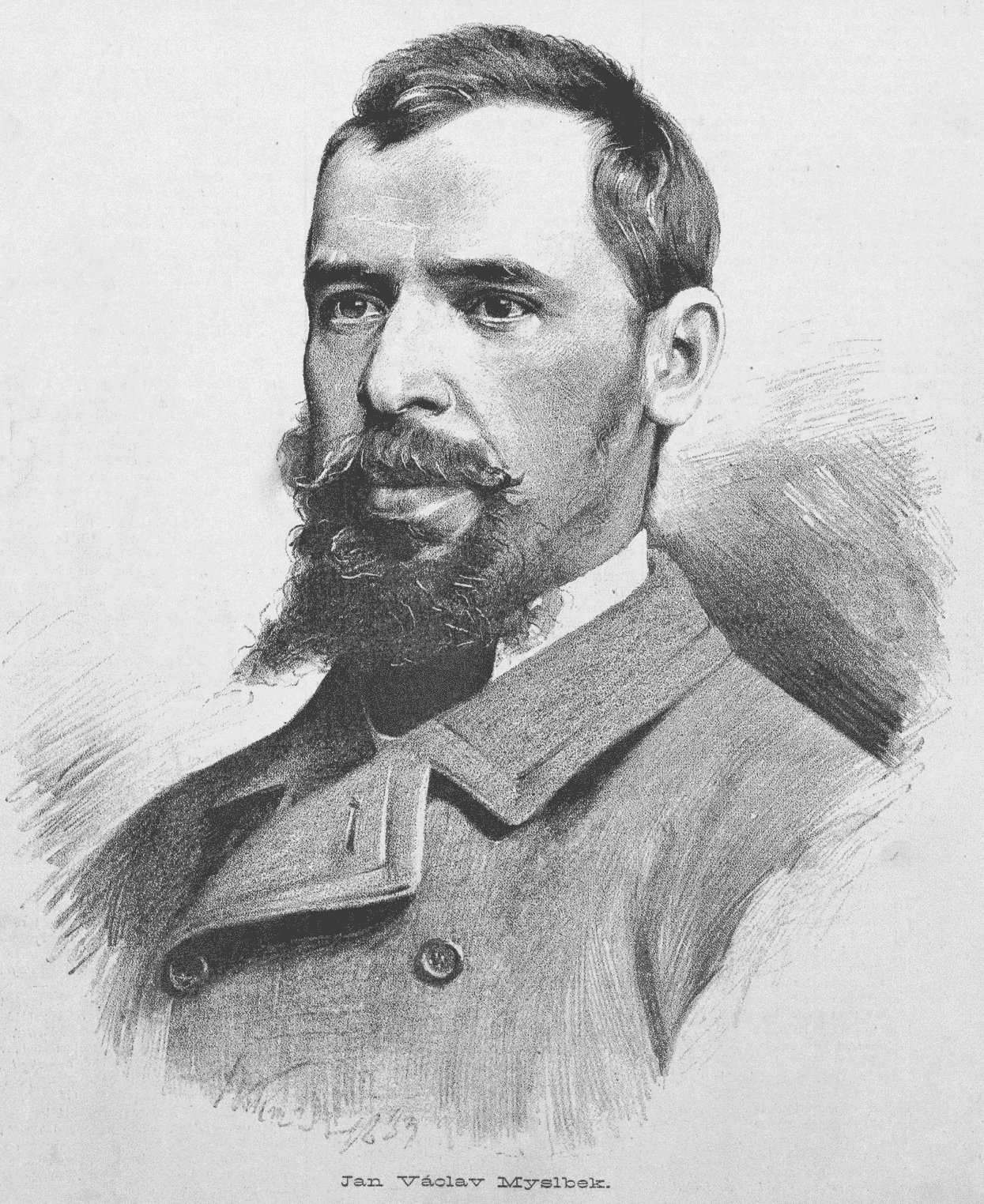
Josef Václav Myslbek – autor návrhu medailonů
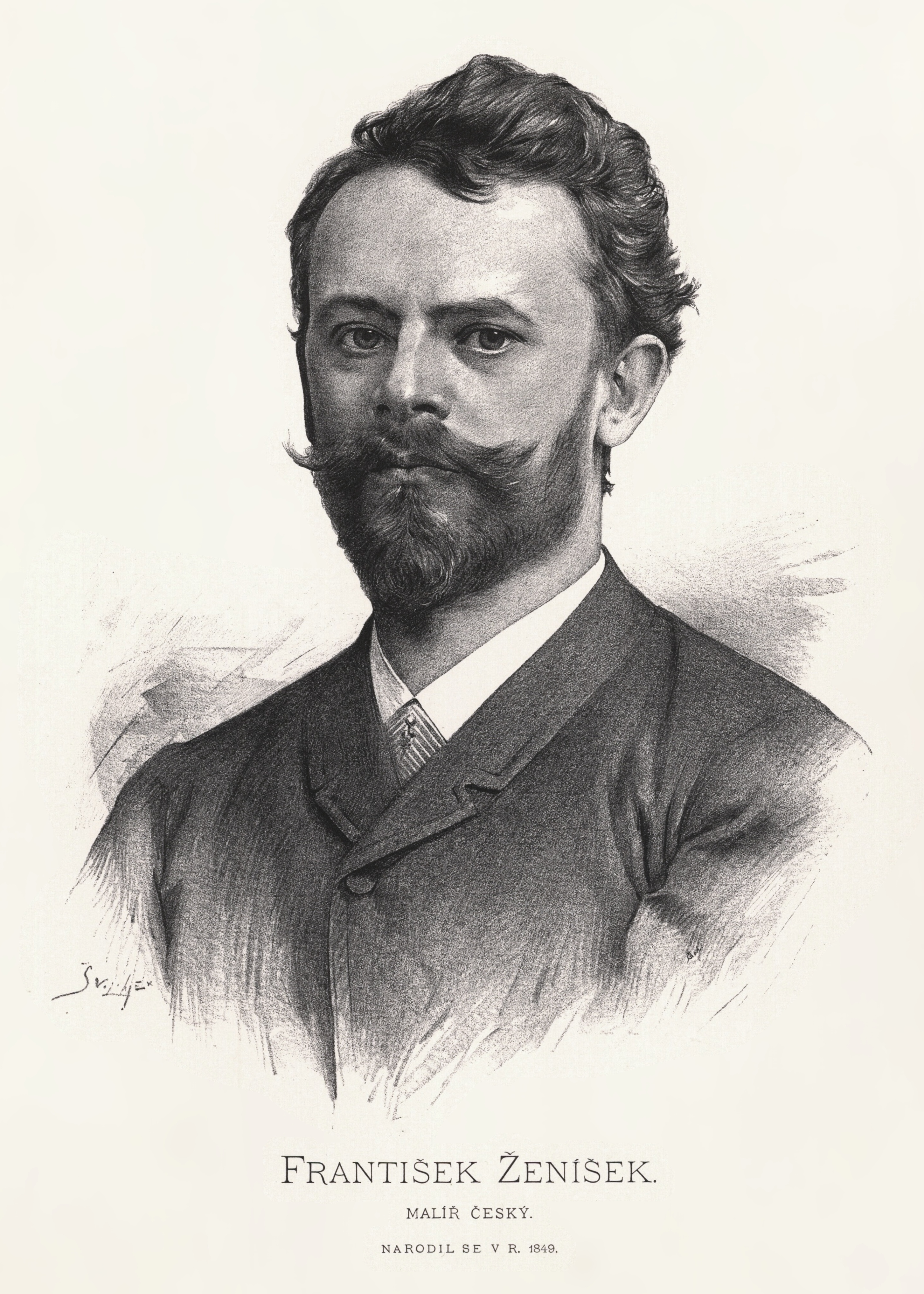
František Ženíšek – autor návrhu sgrafit
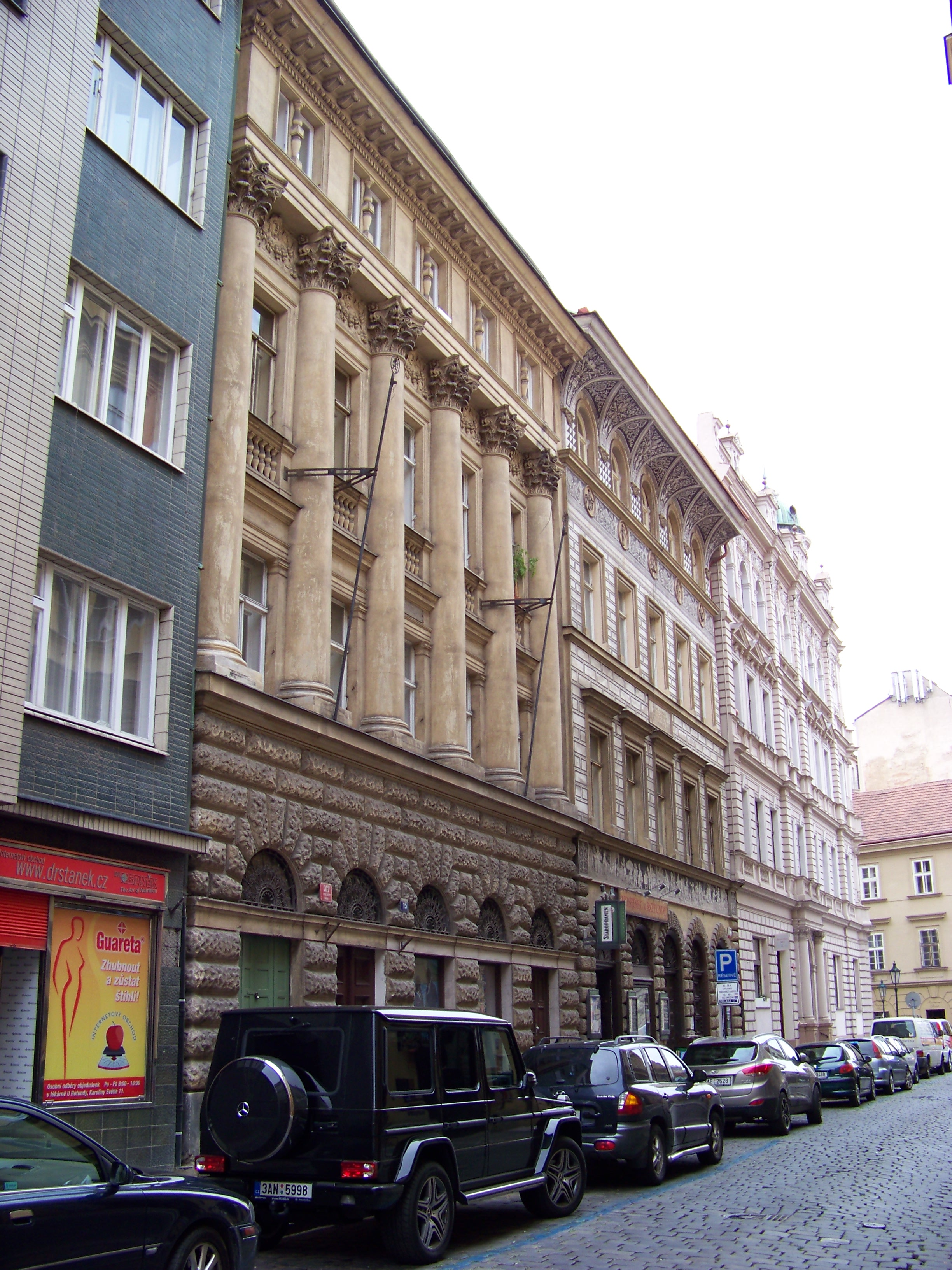
Domy A. Wiehla v ulici Karoliny Světlé 15–17 (ŠJů)
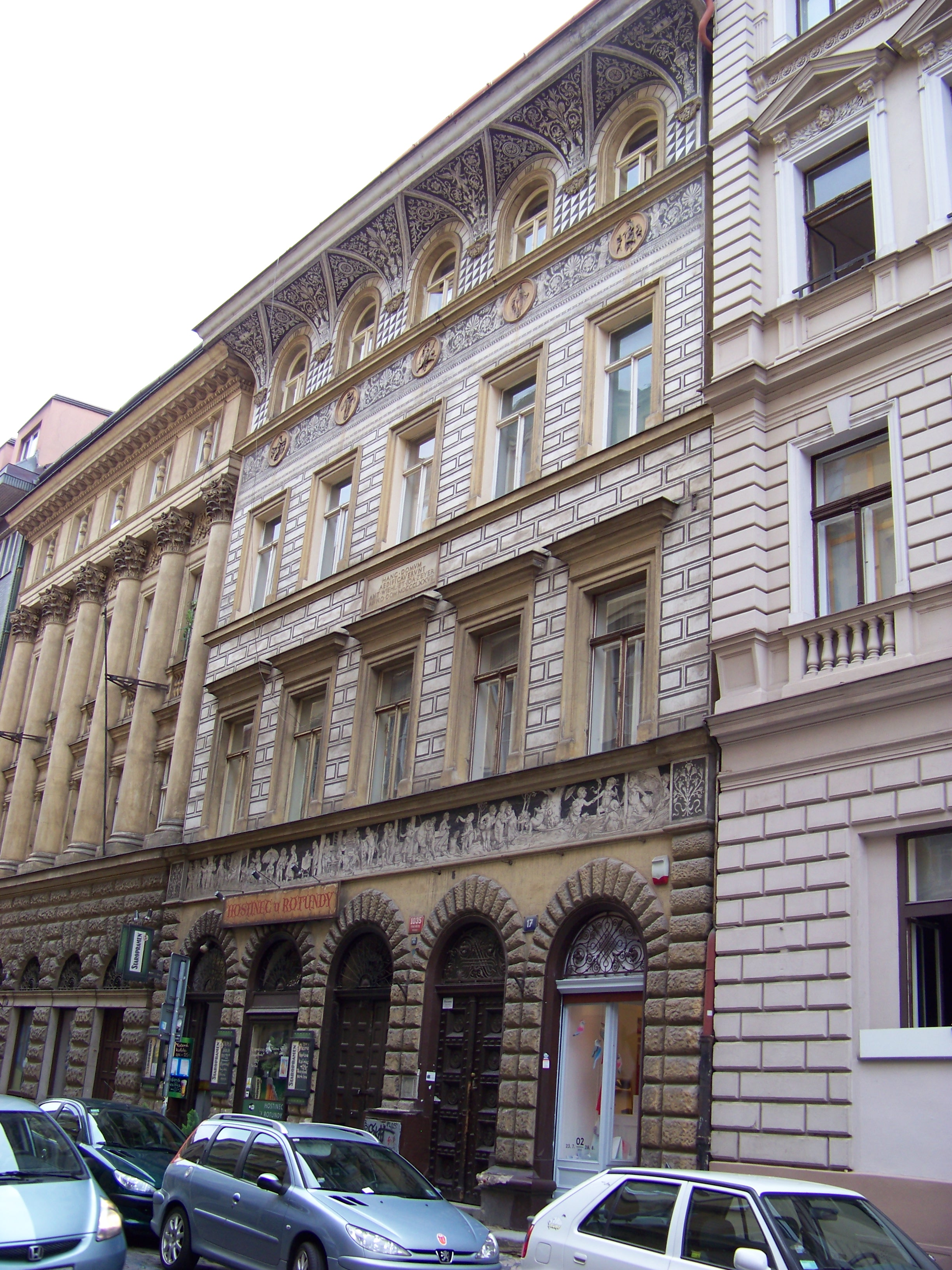
Dům A. Wiehla v ulici Karoliny Světlé 17 (ŠJů)
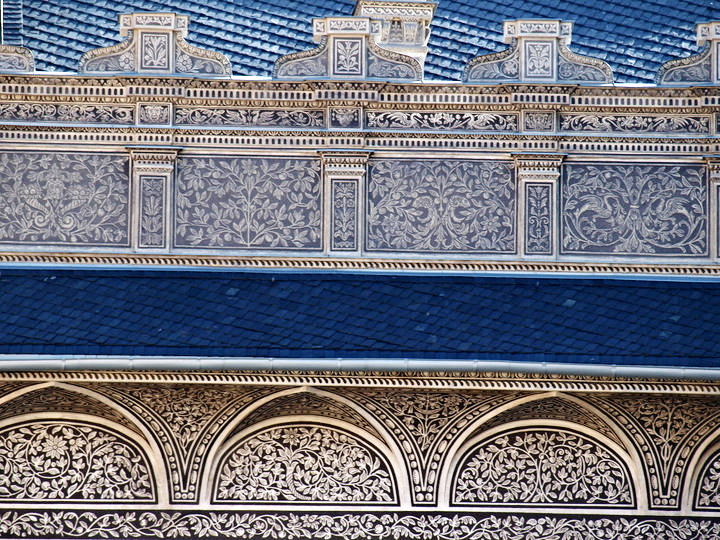
Schwarzenberský palác – detail lunet, které Wiehla inspirovaly